# Buscate
Buscate ist eine Gemeinde mit 4680 Einwohnern (Stand 31. Dezember 2023) in der Metropolitanstadt Mailand, Region Lombardei. 
Die Nachbarorte von Buscate sind Busto Arsizio (VA), Magnago, Dairago, Castano Primo, Arconate, Inveruno und Cuggiono.

## Demografie
Buscate zählt 1791 Privathaushalte. Zwischen 2001 und 2011 stieg die Einwohnerzahl von 4228 auf 4751. Dies entspricht einer prozentualen Zunahme von 12,4 %.

## Persönlichkeiten
- Alberto Saronni (* 1961), Radrennfahrer